# Giáo hội Công giáo Armenia
Giáo hội Công giáo Armenia là một giáo hội địa phương nghi lễ tự lập theo truyền thống Kitô giáo Đông phương của Giáo hội Công giáo, chấp nhận quyền lãnh đạo tối cao của giám mục Roma và, do đó, hiệp thông trọn vẹn với Giáo hội Công giáo. Giáo hội Công giáo Armenia chịu sự điều chỉnh của giáo luật Công giáo Đông phương, được tóm tắt trong Bộ Giáo luật các Giáo hội Đông phương.
Giáo hội Công giáo Armenia được lãnh đạo bởi thượng phụ Công giáo Armenia Cilicia, với ngai tòa đặt tại Nhà thờ chính tòa Thánh Elias và thánh Gregorius, thành phố Beirut, Liban.
Tổ chức cứu trợ chính thức của Giáo hội Công giáo Armenia là Caritas Armenia.

### Trích dẫn
1. ↑  Adalian, Rouben Paul (2010). Historical Dictionary of Armenia. Scarecrow Press. tr. 233. ISBN 9780810874503.
2. ↑  Tchilingirian, Hratch. "The Armenian Church: A Brief Introduction" (PDF). hygradaran. Armenian Church Library. tr. 8. Bản gốc (PDF) lưu trữ ngày 23 tháng 4 năm 2019. According to Vatican sources, some 250,000 Armenians belong to the Armenian Catholic Church (others put the number closer to 150,000) with communities in Iran, Iraq, Lebanon, Turkey, Jerusalem and the US.
3. ↑  Roberson, Ronald G. "The Eastern Catholic Churches 2016" (PDF). Eastern Catholic Churches Statistics. Catholic Near East Welfare Association. Bản gốc (PDF) lưu trữ ngày 20 tháng 10 năm 2016. Truy cập ngày 29 tháng 11 năm 2016.
4. ↑  Armenian Catholic Church Written by: The Editors of Encyclopaedia Britannica
5. ↑  The Eastern Catholic Churches: Part 2, the Armenian Rite